# Confederação Brasileira de Fotografia
A Confederação Brasileira de Fotografia é uma entidade oficial que regulamenta e organiza a prática do fotoclubismo no Brasil, filiada à Fédération Internationale de l'Art Photographique. A entidade era anteriormente denominada Confederação Brasileira de Fotografia e Cinema.

## História
Em 1950, com a realização da primeira Convenção Brasileira de Arte Fotográfica, surgiu a Confederação Brasileira de Fotografia e Cinema, que passou a fazer parte da Fédération Internationale de l'Art Photographique (FIAP). A organização foi presidida por Eduardo Salvatore até 1989.
Em 1960 foi realizada a primeira Bienal Preto-e-branco no Foto Clube de Campinas. Em 79, em Volta Redonda, aconteceu a primeira Bienal Cor.